# 아체쥐
아체쥐(Rattus blangorum)는 시궁쥐속에 속하는 설치류의 일종이다. 기록된 표본이 단 2점에 불과하고 알려져 있는 정보가 거의 없기 때문에 국제 자연 보전 연맹(IUCN)이 아체쥐를 "정보부족종"으로 분류하고 있다. 처음에는 별도의 종으로 간주하다가 이후 말라얀들쥐(Rattus tiomanicus)의 아종으로 간주했지만 작은 몸크기 때문에 다시 별도의 종으로 간주하고 있다.
아체쥐는 인도네시아의 토착종으로 [해발 1,097m의 구눙 르우제르 국립공원 아체 주 구릉 지대 블랑난가 베이스캠프의 단 한 곳 모식산지에서만 알려져 있다. 서식지로 저지대 숲을 좋아하는 것으로 추정된다.

## 같이 보기
- 말라얀들쥐